# Parathyma latifascia
Parathyma latifascia är en fjärilsart som beskrevs av Talbot 1936. Parathyma latifascia ingår i släktet Parathyma och familjen praktfjärilar. Inga underarter finns listade i Catalogue of Life.